# Мамаївська сільська рада
Мама́ївська сільська́ ра́да — адміністративно-територіальна одиниця та орган місцевого самоврядування в Чернівецькому районі Чернівецької області. Адміністративний центр — село Мамаївці.

## Загальні відомості
- Населення ради: 5 818 осіб (станом на 2001 рік)

## Населені пункти
Сільській раді підпорядковані населені пункти:
- с. Мамаївці
- с. Новий Киселів

## Склад ради
Рада складалася з 32 депутатів та голови.
- Голова ради: Угринчук Сергій Захарович
- Секретар ради: Петрюк Вікторія Орестівна

### Керівний склад попередніх скликань
| Прізвище, ім'я, по батькові | Основні відомості                                                 | Дата обрання | Дата звільнення |
| --------------------------- | ----------------------------------------------------------------- | ------------ | --------------- |
| Угринчук Сергій Захарович   | Сільський голова, 1965 року народження, освіта вища, безпартійний | 26.03.2006   | 31.10.2010      |
| Угринчук Сергій Захарович   | Сільський голова, 1965 року народження, освіта вища, безпартійний | 31.10.2010   |                 |

Примітка: таблиця складена за даними сайту Верховної Ради України

### Депутати
За результатами місцевих виборів 2010 року депутатами ради стали:

#### За суб'єктами висування
| Суб'єкт висування | Кількість обраних депутатів | %   |
| ----------------- | --------------------------- | --- |
| Самовисування     | 32                          | 100 |

#### За округами
| № округу | Прізвище, ім'я, по батькові      | Дата визнання обраним | Освіта             | Партійна приналежність | Відомості про обраного депутата                    |
| -------- | -------------------------------- | --------------------- | ------------------ | ---------------------- | -------------------------------------------------- |
| 1        | Угринчук Василь Дмитрович        | 04.11.2010            | середня спеціальна | позапартійний          | тимчасово не працює                                |
| 2        | Малиш Павло Михайлович           | 04.11.2010            | вища               | позапартійний          | ТОВ «Букофрут», інженер                            |
| 3        | Олевич Ілля Андрійович           | 04.11.2010            | середня            | позапартійний          | тимчасово не працює                                |
| 4        | Федоряк Ігор Васильович          | 04.11.2010            | вища               | позапартійний          | тимчасово не працює                                |
| 5        | Орлецька Одарка Дмитрівна        | 04.11.2010            | середня            | позапартійна           | пенсіонер                                          |
| 6        | Візнюк Андрій Георгійович        | 04.11.2010            | вища               | позапартійний          | тимчасово не працює                                |
| 7        | Максимюк Микола Олександрович    | 04.11.2010            | середня спеціальна | позапартійний          | ВАТ АТП «АГРОТЕХ-СЕРВІС», заступник голови         |
| 8        | Подільчук Іларіон Миколаєвич     | 04.11.2010            | вища               | позапартійний          | Чернівецька спортивна школа, директор              |
| 9        | Дячук Андрій Максимович          | 04.11.2010            | вища               | позапартійний          | приватний підприємець                              |
| 10       | Стасюк Захарій Денисович         | 04.11.2010            | вища               | позапартійний          | тимчасово не працює                                |
| 11       | Грозінський Іван Васильович      | 04.11.2010            | середня спеціальна | позапартійний          | приватний підприємець                              |
| 12       | Смерека Захарій Миколайович      | 04.11.2010            | вища               | позапартійний          | приватний підприємець                              |
| 13       | Кудринська Євгенія Дмитрівна     | 04.11.2010            | вища               | позапартійна           | домогосподарка                                     |
| 14       | Угринюк Віталій Іванович         | 04.11.2010            | середня спеціальна | позапартійний          | КП «Добробут-Мамай», директор                      |
| 15       | Лукань Василь Петрович           | 04.11.2010            | середня            | позапартійний          | тимчасово не працює                                |
| 16       | Петрюк Вікторія Орестівна        | 04.11.2010            | вища               | позапартійна           | Мамаївська сільська рада, секретар                 |
| 17       | Тумак Віталій Григорович         | 04.11.2010            | вища               | позапартійний          | Чернівецький хлібокомбінат, водій-експедитор       |
| 18       | Шарлай Віталій Іванович          | 04.11.2010            | вища               | позапартійний          | Буковинська медична академія, студент              |
| 19       | Марчук Олег Іванович             | 04.11.2010            | вища               | позапартійний          | приватний підприємець                              |
| 20       | Гобчук Олег Володимирович        | 04.11.2010            | вища               | позапартійний          | АТ «Банк Таврика», заступник начальника відділення |
| 21       | Новосад Віктор Іванович          | 04.11.2010            | вища               | позапартійний          | тимчасово не працює                                |
| 22       | Крикливець Вероніка Іванівна     | 04.11.2010            | вища               | позапартійна           | «Нафтогазмережі», контролер                        |
| 23       | Міслюк Віталій Степанович        | 04.11.2010            | середня спеціальна | позапартійний          | приватний підприємець                              |
| 24       | Завадюк Павло Миколайович        | 04.11.2010            | середня спеціальна | позапартійний          | тимчасово не працює                                |
| 25       | Панимарчук Аркадій Аркадійович   | 04.11.2010            | середня            | позапартійний          | ПСП «Мамаївське», рибовод                          |
| 26       | Сандулович Віталій Костянтинович | 04.11.2010            | вища               | позапартійний          | приватний підприємець                              |
| 27       | Онищук Світлана Ярославівна      | 04.11.2010            | вища               | позапартійна           | Мамаївський ДНЗ № 2, директор                      |
| 28       | Андрусяк Людмила Юріївна         | 04.11.2010            | вища               | позапартійна           | Мамаївська сільська рада, діловод                  |
| 29       | Глуханюк Юрій Дмитрович          | 04.11.2010            | незакінчена вища   | позапартійний          | приватний підприємець                              |
| 30       | Микулинський Ігор Дмитрович      | 04.11.2010            | вища               | позапартійний          | Мамаївська сільська рада, спорт.інструктор         |
| 31       | Сікора Віталій Порфирович        | 04.11.2010            | середня спеціальна | позапартійний          | тимчасово не працює                                |
| 32       | Федоряк Юрій Васильович          | 04.11.2010            | вища               | позапартійний          | ТОВ «Агроком», інженер                             |